# Guillermo Kahlo

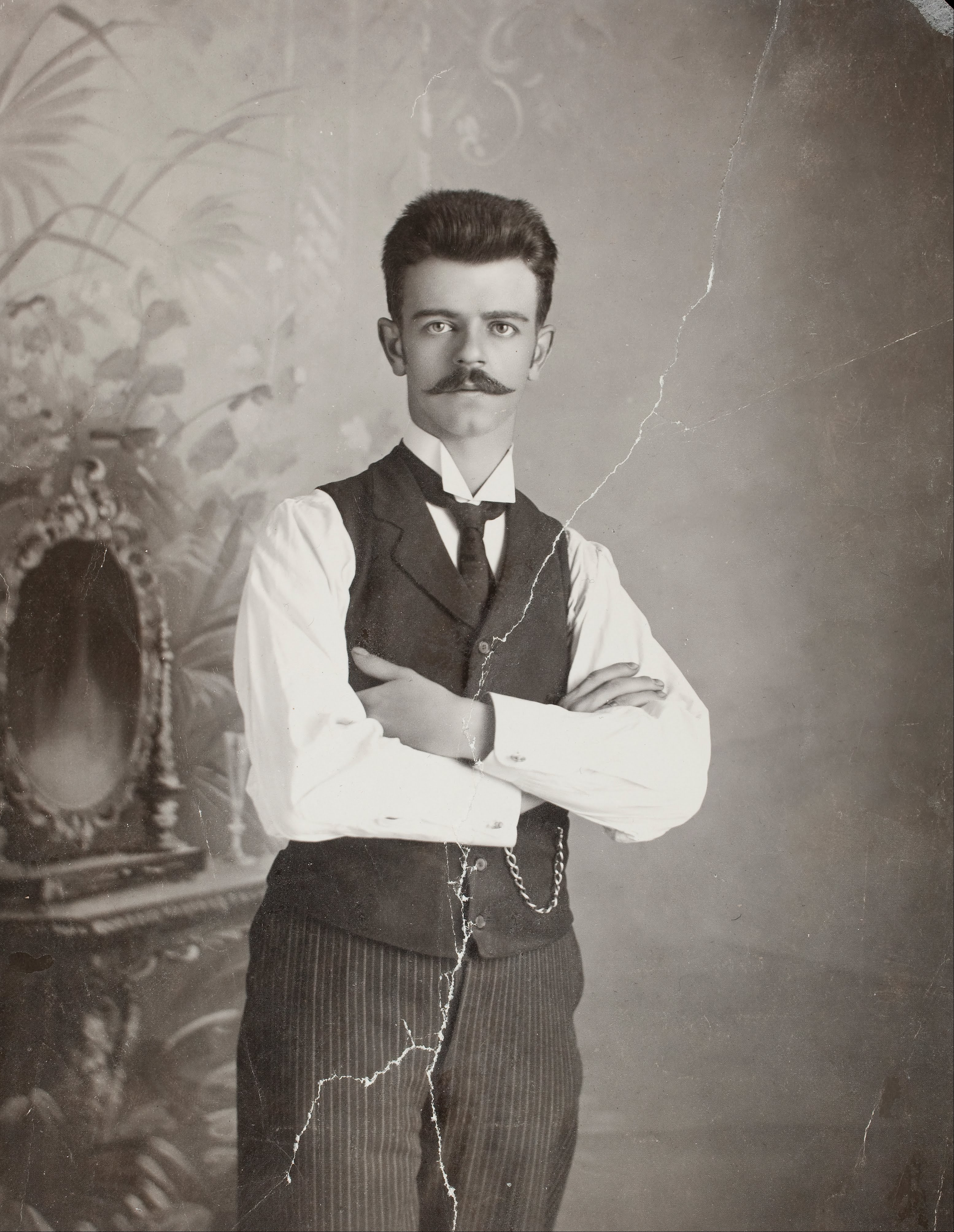
Guillermo Kahlo im Selbstporträt, 1920

Carl Wilhelm „Guillermo“ Kahlo (* 26. Oktober 1871 in Pforzheim; † 14. April 1941 in Coyoacán, Mexiko) war ein mexikanischer Fotograf deutscher Herkunft und Vater der Malerin Frida Kahlo.

## Leben und Wirken
Carl Wilhelm Kahlo wurde als drittes Kind des Schmuckfabrikanten Johann Heinrich Jacob Kahlo (1819–1903) und dessen Ehefrau Henriette geborene Kaufmann (1840–1878) in Pforzheim geboren. 1874 verkaufte der Vater seine Schmuckfabrik und zog mit seiner Familie nach Lichtental. Im April 1877 starb Carl Wilhelms älteste Schwester mit knapp 14 Jahren, ein Jahr darauf starb die Mutter bei der Geburt ihres vierten Kindes. Im Jahr 1881 heiratete der Vater erneut, seine zweite Ehefrau war Ludovike Caroline Rahm. Wo Carl Wilhelm Kahlo zur Schule ging, ist bisher nicht bekannt; Dokumente über seine Berufsausbildung fehlen ebenfalls. Für eine künstlerische Ausbildung spricht, dass er zeichnen, malen und Klavier spielen konnte.

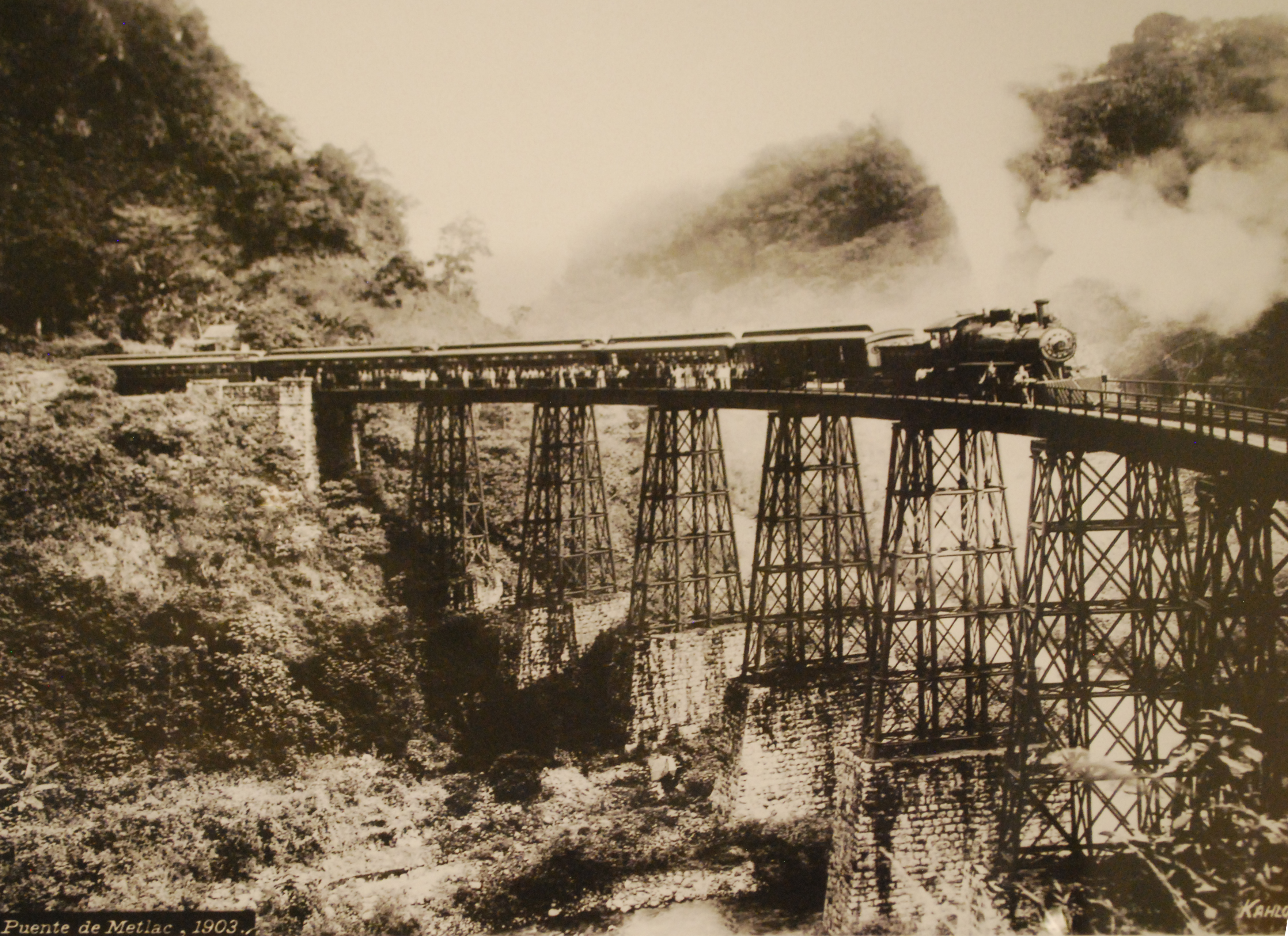
Guillermo Kahlo: Die Metlac-Brücke mit Zug, 1903

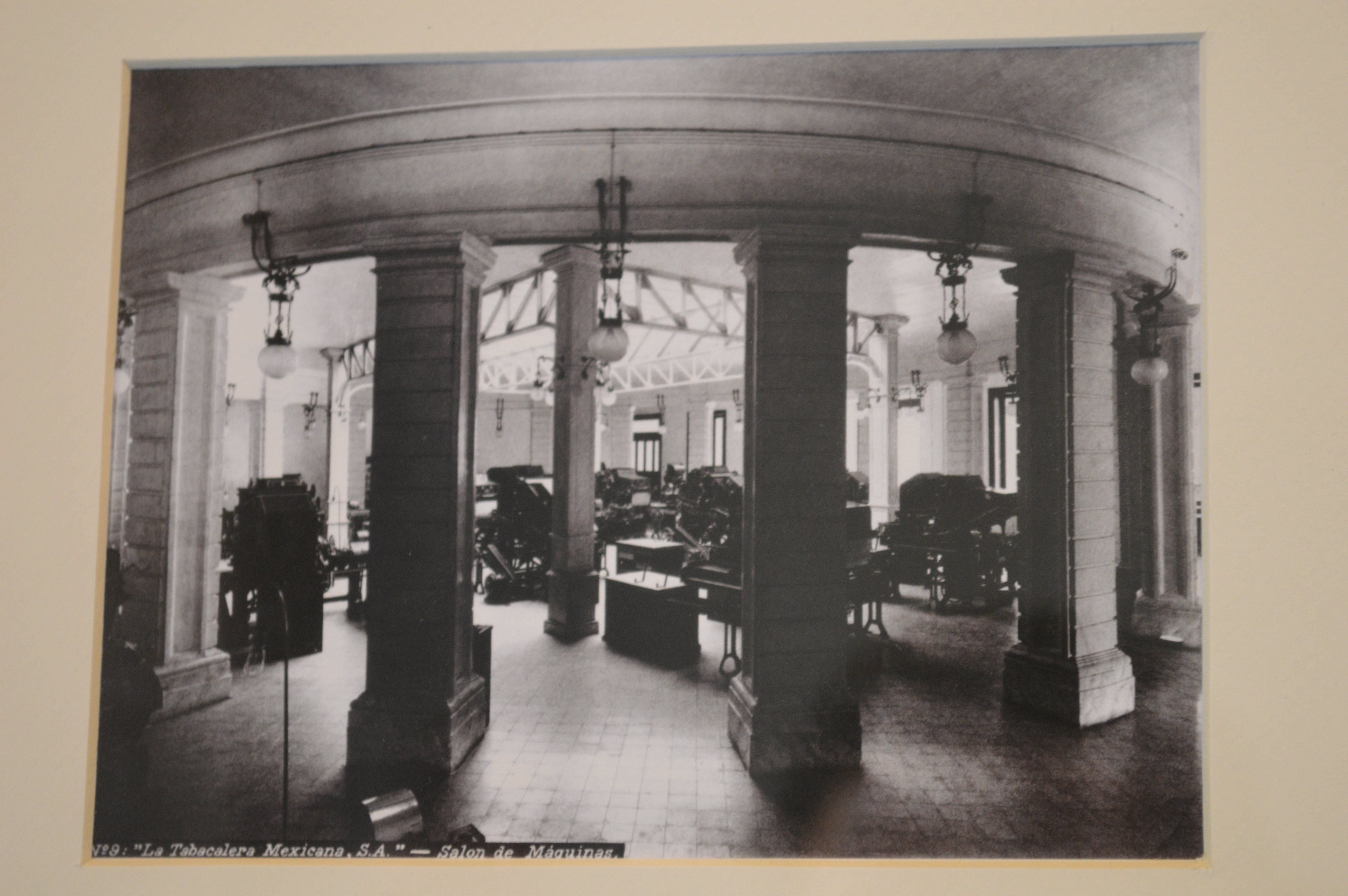
Zigarrenfabrik Tabacalera, 1907

Wie in seinen Ausreisepapieren vermerkt, wanderte Carl Wilhelm Kahlo von Pforzheim über Hamburg, wo er am 25. Mai 1890 als einziger Passagier den Hapag-Frachtdampfer „Borussia“ bestieg, nach Veracruz in Mexiko aus, wo er sich fortan „Guillermo“ nannte. Da Pforzheimer Schmuckfabrikanten in Mexiko Schmuckgeschäfte unterhielten, arbeitete Kahlo dort und in einem Eisenwarengeschäft als Buchhalter und stellte einen Einbürgerungsantrag, den der Präsident des Landes, Porfirio Díaz, 1894 unterschrieb. Kahlo kehrte nie mehr nach Deutschland zurück. Im Jahr 1893 heiratete er María Cárdena und war bereits 1898 Witwer mit zwei Kindern, da seine Frau im Kindbett verstarb. Im selben Jahr heiratete er in zweiter Ehe Matilde Calderón y González, die Tochter eines Fotografen. Kurz darauf erhielt Guillermo Kahlo einen ersten Fotoauftrag, gab seine Stellung im Handel auf und betätigte sich fortan als Fotograf mit eigenem Atelier in Mexiko-Stadt.

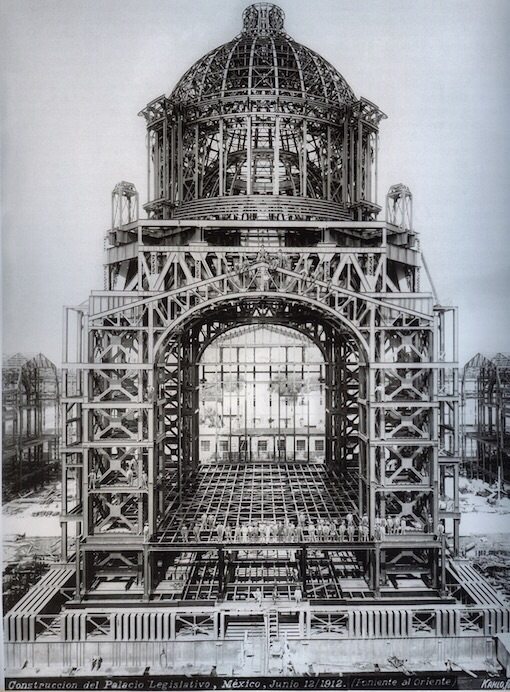
Construcción del Palacio Legislativo, 1912, das später zum Monumento a la Revolución in Mexiko-Stadt wurde

Nach dem Tod seines Vaters im Jahr 1903 gab es Erbauseinandersetzungen, die damit endeten, dass Guillermo Kahlo ein Viertel des Vermögens in Höhe von 25.271,45 Mark erhielt. Das Erbe ermöglichte es ihm, 1904 in Coyoacán, der damaligen Vorstadt der mexikanischen Hauptstadt Mexiko-Stadt, ein Haus zu bauen. 1907 wurde Frida Kahlo als dritte von vier Töchtern aus seiner zweiten Ehe in diesem Haus geboren.
In dieser Zeit unternahm Guillermo Kahlo im Auftrag des mexikanischen Innenministers lange Reisen, um Kirchen und nationale Monumente Mexikos zu fotografieren. Es folgten Aufträge wie beispielsweise Aufnahmen von Industrieanlagen. Sie sicherten seinen guten Ruf als außergewöhnlicher Fotograf von Architektur- und Industrieanlagen. Zur Zeit der mexikanischen Revolution ab 1910 wurde es jedoch schwieriger für Kahlo, an Aufträge zu gelangen und das Land zu bereisen. Die Familie hatte daher mit ökonomischen Problemen zu kämpfen.
Nach dem Tod seiner Frau Matilde im Jahr 1932 verstärkten sich Guillermo Kahlos körperliche Beschwerden. Er litt an periodischen Epilepsieanfällen. Seine letzten belegten Fotoaufnahmen stammen aus dem Jahr 1936. Er lebte die letzten acht Jahre zurückgezogen im Haus seiner ältesten Tochter Matilde und starb dort am 14. April 1941 an einem Herzanfall.
Seine Fotografien wurden unter anderem in den Zeitschriften El Mundo Ilustrado, Artes y Letras, Cosmos und Tricolor veröffentlicht und sind in aufwändig gestalteten mexikanischen Bildbänden enthalten.

Fotos der Familie
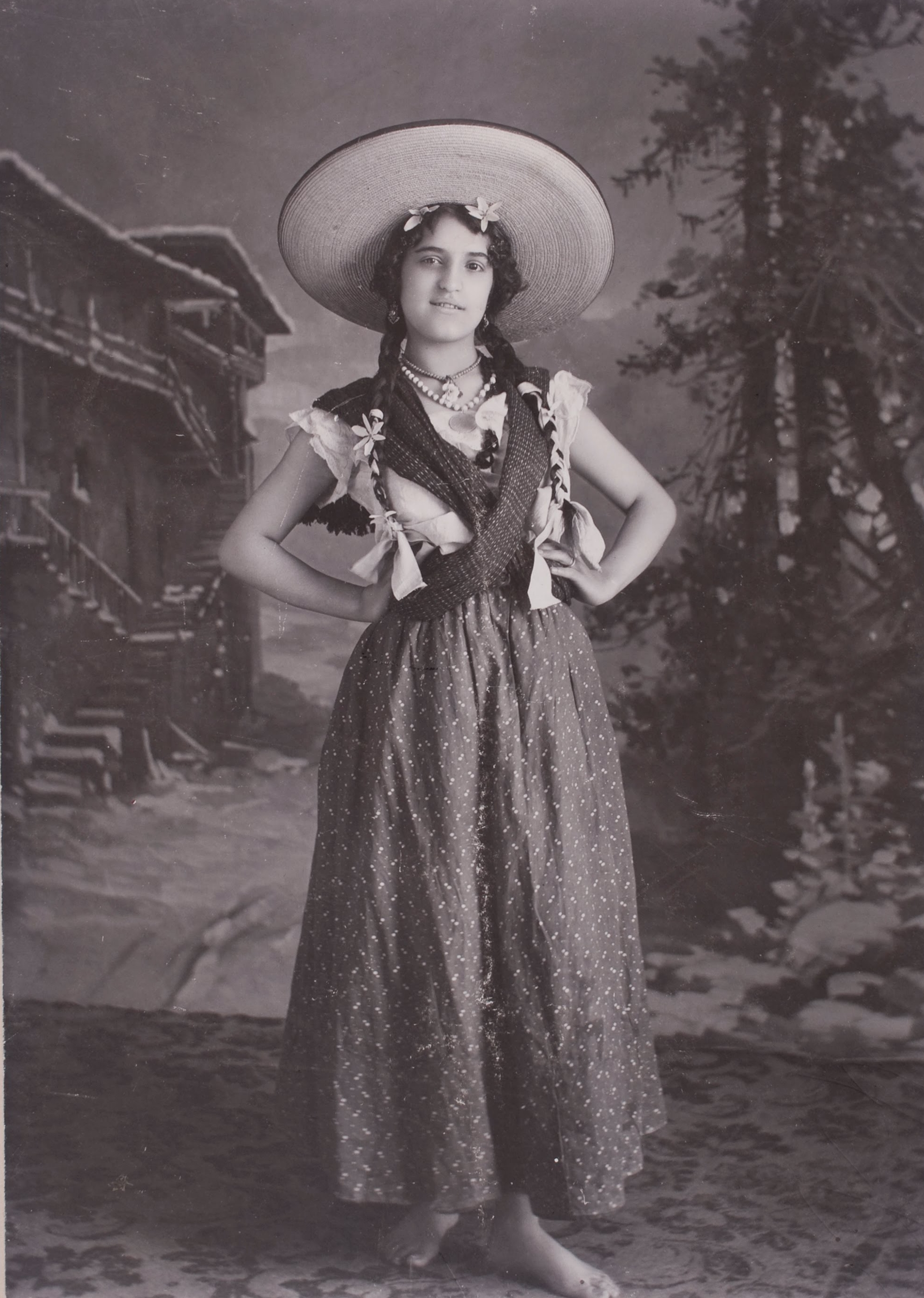
Matilde Calderón y González, 1897
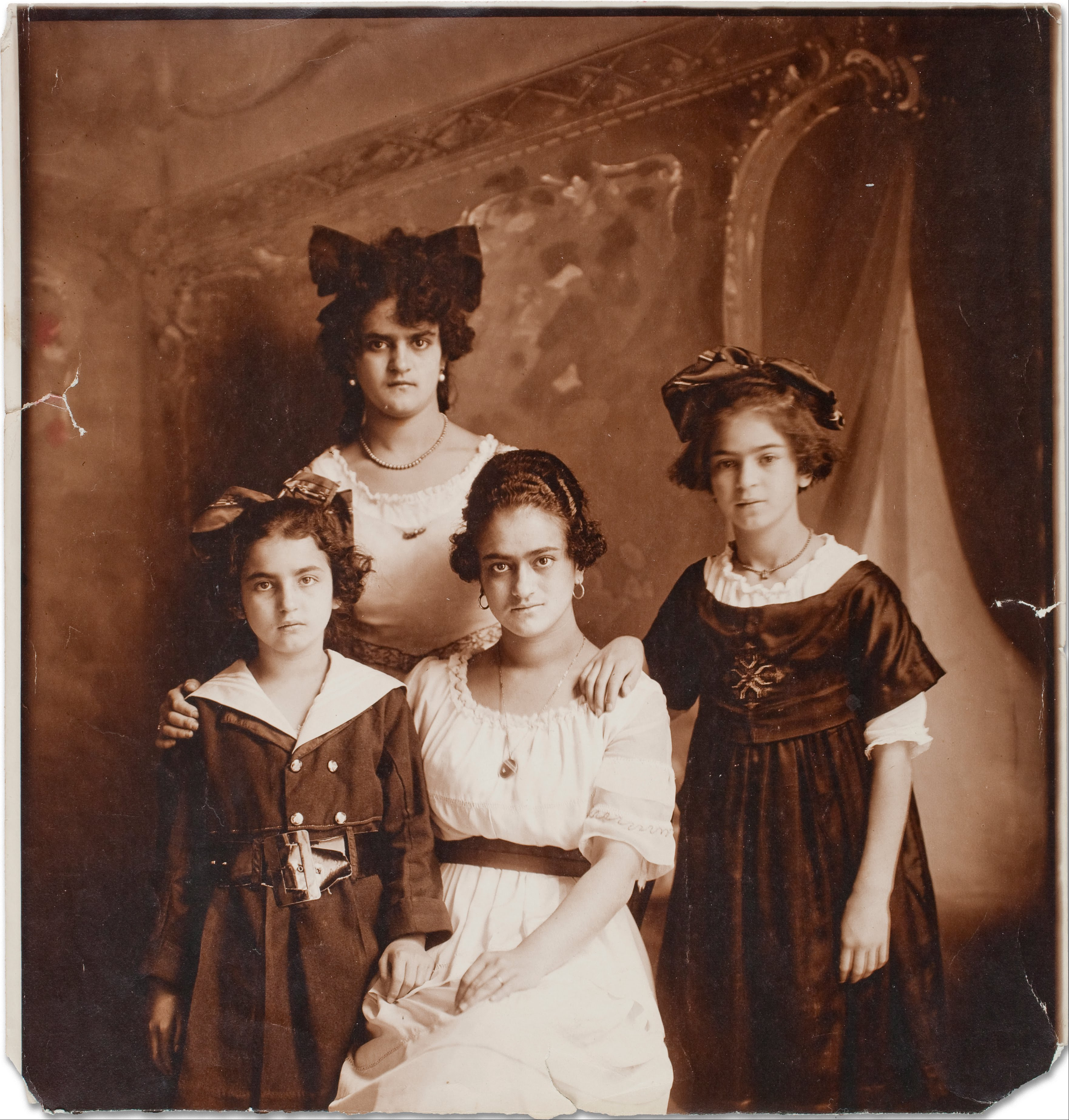
Matilde, Adriana, Frida und Cristina Kahlo, 1916
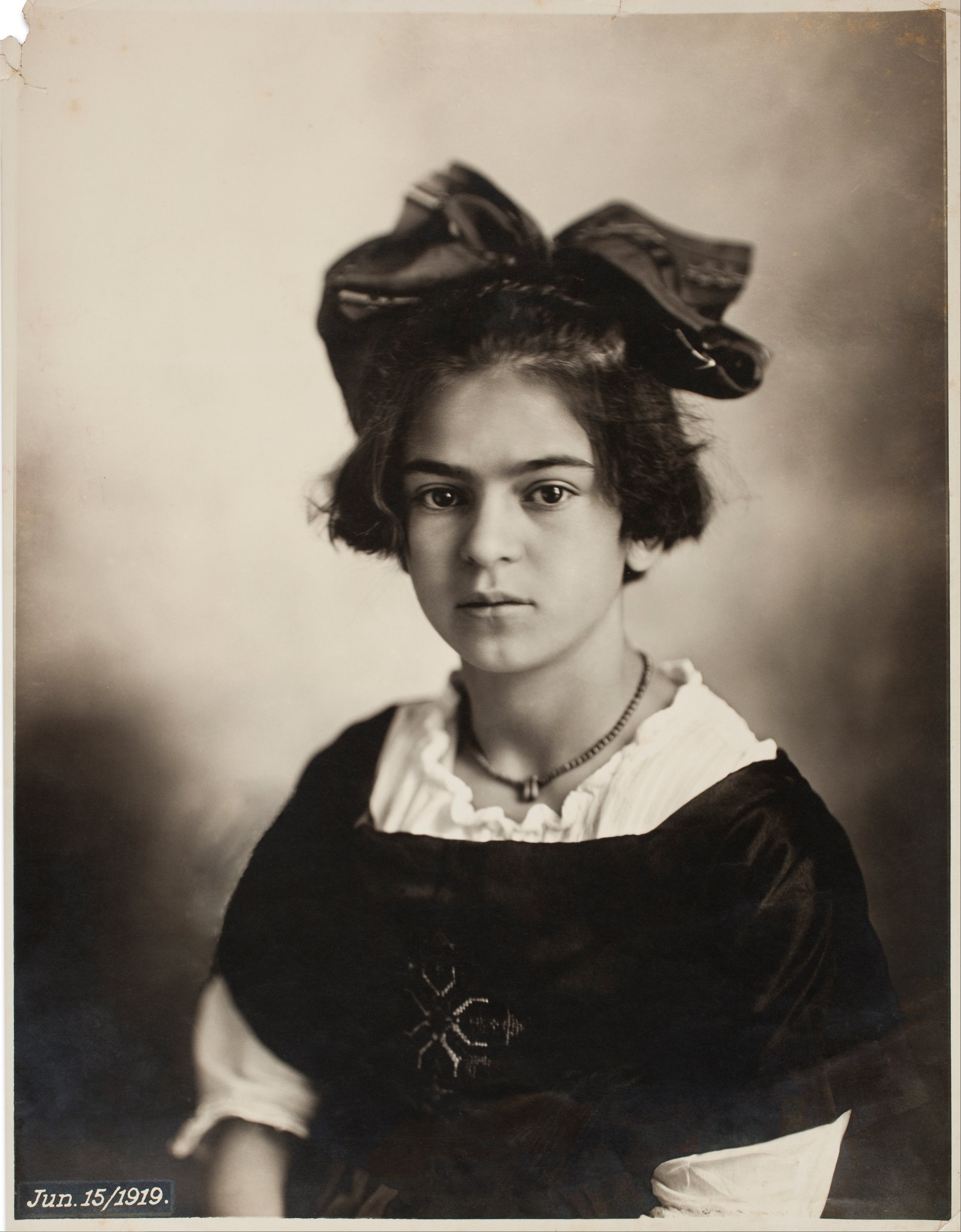
Frida Kahlo, 1919
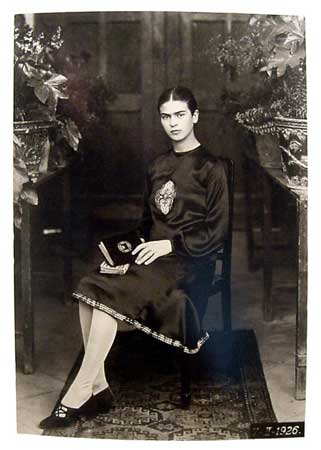
Frida Kahlo, 1926
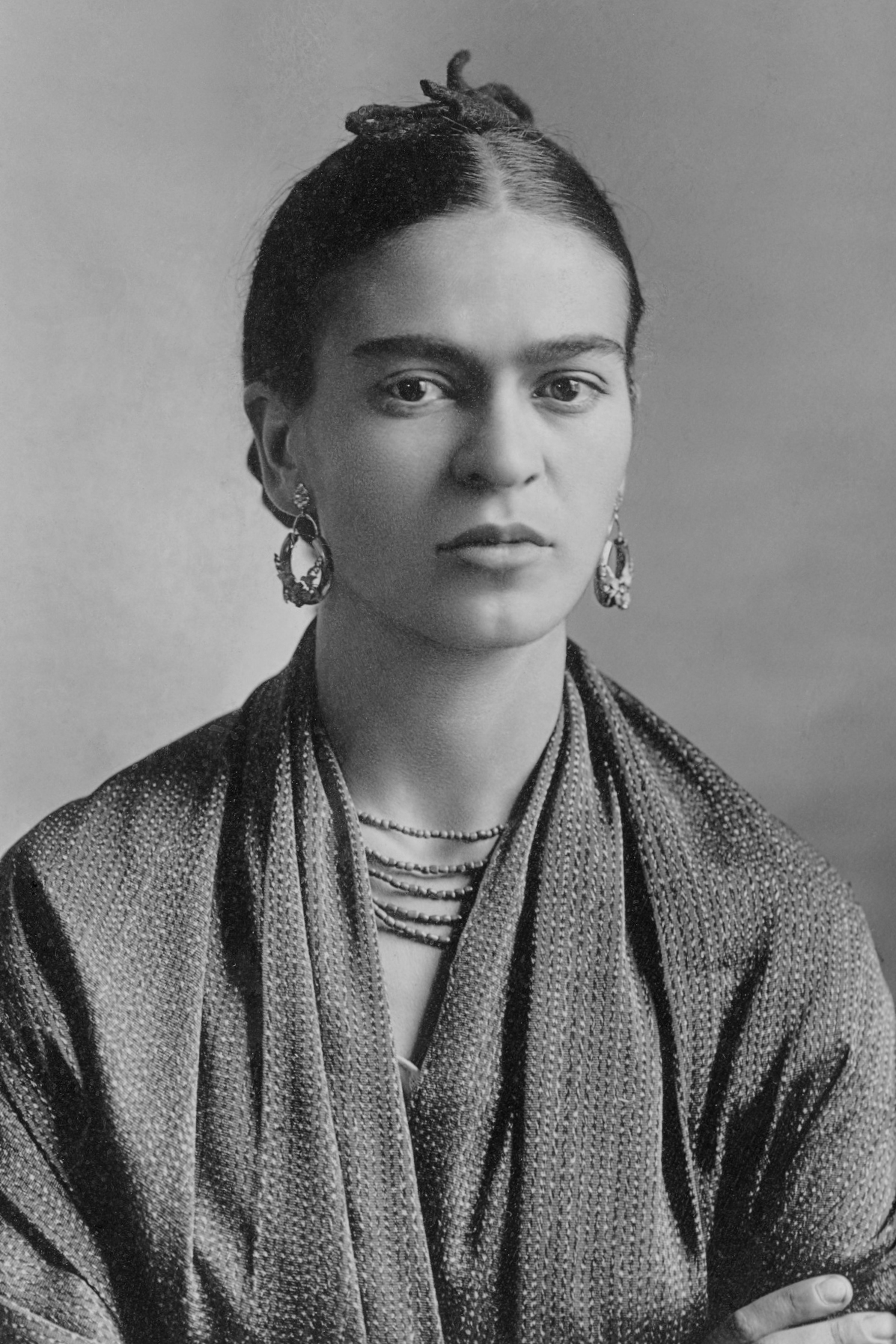
Frida Kahlo, 1932

## Nachleben

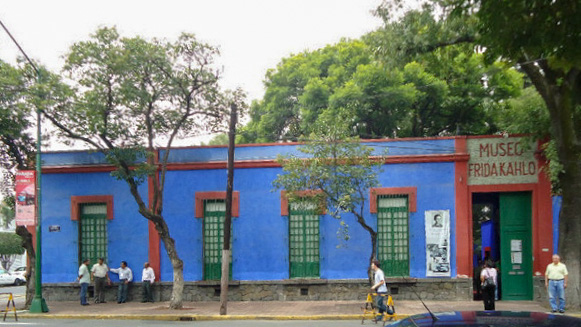
Casa Azul in Coyoacán, seit 1958 das Museo Frida Kahlo. Foto aus dem Jahr 2011

Frida Kahlo ließ das vom Vater erworbene Haus, ihr Geburtshaus, in Indigoblau streichen, und es wurde zu La Casa Azul, dem „Blauen Haus“, in dem sie mit ihrem Mann, Diego Rivera, wohnte und das seit 1958 das Museo Frida Kahlo ist.
Die Künstlerin war von klein auf das Lieblingskind ihres Vaters. „Frida ist die intelligenteste meiner Töchter, sie ist mir am ähnlichsten.“ Gemeinsam war ihnen die Freude am Selbstporträt, Guillermo mit der Kamera, Frida mit dem Pinsel. 1951 schuf Frida Kahlo ein postumes Porträt ihres Vaters Guillermo, das ihn mit seiner Kamera zeigt. Im Begleittext, den sie handschriftlich dem Gemälde hinzufügte, erwähnte sie seine ungarisch-deutsche Abstammung. Ins Deutsche übersetzt lautet der Text: „Ich malte meinen Vater Wilhelm Kahlo, von ungarisch-deutscher Herkunft, Künstler und Fotograf von Beruf, von großzügigem, intelligentem und edlem Wesen, mutig, da er sechzig Jahre an Epilepsie litt, aber nie aufhörte zu arbeiten und gegen Hitler zu kämpfen.“
Fridas Aussagen, ihr Vater sei „ungarisch-deutscher Abstammung“ und habe „jüdische Wurzeln“, fand in Biografien und weiteren Veröffentlichungen über die Künstlerin Aufnahme. Die Historikerin Gabriele Franger und der Lateinamerikanist Rainer Huhle haben 2005 in ihrem Buch Fridas Vater: Der Photograph Wilhelm Kahlo nachgewiesen, dass er im badischen Pforzheim als Sohn lutheranischer Eltern zur Welt kam und dass die Familie sich in Deutschland bis ins 16. Jahrhundert zurückverfolgen lässt. Über die Gründe, die Frida Kahlo zu diesen Aussagen bewogen haben, gibt es mehrere Vermutungen. Unter anderem wurde erwähnt, sie hätte sich von dem nationalsozialistischen Deutschland abgrenzen oder die jüdischen Verfolgten unterstützen wollen. Hinzu kam die These, es handle sich um einen sprachlichen Irrtum, als sie über ihren Großvater schrieb, er sei „jeweler“ (Juwelier) gewesen und das Wort mit „jew“ (Jude) verwechselt wurde.

## Nachlass
Ein Teil von Guillermo Kahlos fotografischem Nachlass ist im Ibero-Amerikanischen Institut (IAI) in Berlin zu finden. Insgesamt 27 schwarzweiße Fotografien zeigen Fabriken und Maschinen wie Fundidora de Fierro y Acero de Monterrey S.A. und Fábrica de Cerillos La Central und 13 Innen- und Außenaufnahmen von mexikanischen Kirchen, fotografiert um 1920.

## Sekundärliteratur
- Gabriele Franger, Rainer Huhle: Fridas Vater: Der Photograph Wilhelm Kahlo. Von Pforzheim nach Mexiko.  Bildband mit Texten von Juan Coronel Rivera, Cristina Kahlo Alcalá, Helga Prignitz-Poda, Raquel Tibol und den Herausgebern. Schirmer/Mosel, München 2005, ISBN 978-3-8296-0197-9.
- Rosa Casanova: Guillermo Kahlo: luz, piedra y rostro (Colección mayor. Bellas Artes), Fondo Editorial Estado de México 2013, ISBN 978-607-495-294-0.
- Juan Coronel Rivera: Guillermo Kahlo Vida y Obra. Mexiko 1993.
- Linde Salber: Frida Kahlo. Rowohlt, Reinbek bei Hamburg 1997, ISBN 3-499-50534-7.

## Filmografie
- In dem Film Frida Kahlo – Es lebe das Leben (Frida, naturaleza viva) (1986) spielte Claudio Brook die Rolle des Fotografen, Ofelia Medina seine Tochter Frida.
- In Frida aus dem Jahr 2002 übernahm Roger Rees die Rolle des Guillermo Kahlo, Salma Hayek verkörperte Frida.